# Drabescus flavicollis
Drabescus flavicollis är en insektsart som beskrevs av Rauno E. Linnavuori 1960. Drabescus flavicollis ingår i släktet Drabescus och familjen dvärgstritar. Inga underarter finns listade i Catalogue of Life.